# 清田徳明
清田 徳明（きよた のりあき、1961年10月8日 - ）は、日本の実業家。TOTO社長。

## 略歴
1961年10月北九州市生まれ。福岡県立小倉高等学校卒業。1984年（昭和59年）3月、長崎大学経済学部卒業。同年4月、TOTO に入社した。ウォッシュレット生産本部長、国際事業統括部長、常務、専務などを経て、2016年（平成28年）4月に副社長、2020年（令和2年）4月に第17代社長に就任した。2025年3月31日付退任し代表権のある会長になった。かわりに田村信也が4月1日付社長に就任した。